# Casa Senyorial d'Eversmuiža
La Casa Senyorial d'Eversmuiža es troba a la regió històrica de Latgàlia, al municipi de Cibla de l'est de Letònia.